# La Tercera
La Tercera è uno dei più importanti e diffusi quotidiani diffusi in Cile, di proprietà della Copesa (Consorcio Periodístico de Chile S.A.) e facente parte di Periódicos Asociados Latinoamericanos, un'associazione di quattordici importanti quotidiani sudamericani.
È di stampo conservatore moderato, ma non schierato su posizioni di centrodestra come El Mercurio, il suo principale concorrente.

## Storia
Fondato il 7 luglio 1950 dalla famiglia Picó Cañas, era inizialmente chiamato La Tercera de La Hora in quanto edizione serale dell'ormai estinto quotidiano La Hora. Nel decennio successivo divenne un giornale del mattino.
Inizialmente, la linea editoriale del giornale era vicina al Partito Radicale del Cile, ma dal 1965 questa prossimità ideologica ebbe termine, ed il quotidiano divenne indipendente da partiti politici, governi o religioni. Nel 1970, il giornale fu uno dei più forti oppositori al governo di Salvador Allende e nel 1973 appoggiò il colpo di stato dell'11 settembre e il successivo regime militare del generale Augusto Pinochet, assieme ad altri quotidiani come El Mercurio e La Nación.
Negli anni seguenti fu pubblicato in formato tabloid, rivolto in particolare alla classe media.
Nel 2003 La Tercera adottò l'attuale formato berlinese e un linguaggio più formale; incrementò, inoltre, significativamente il numero di pagine, nel tentativo di raggiungere strati sociali più elevati.
Nell'ottobre 2007 fu modificata la grafica, conferendo un aspetto più minimalista all'impaginazione; il 1º agosto 2010, fu modificato il logo, rosso con lettere bianche. Il restyling del quotidiano fu opera del cileno Marcelo Godoy e dello spagnolo Javier Errea.